# Costești (Ialoveni)
Costești è un comune della Moldavia situato nel distretto di Ialoveni di 11.128 abitanti al censimento del 2004